# كريبية زيمرمانية
كريبية زيمرمانية (الاسم العلمي:Craibia zimmermannii) هي نوع من النباتات يتبع جنس الكريبية من الفصيلة البقولية.